# Spy Kids 2: The Island of Lost Dreams
Spy Kids 2: Island of Lost Dreams (Spy Kids 2: La isla de los sueños perdidos en España, y Mini espías 2: La isla de los sueños perdidos en Hispanoamérica) es una película de 2002, segunda parte de la serie Spy Kids, escrita y dirigida por Robert Rodriguez. En esta película actúan Alexa Vega, Daryl Sabara, Antonio Banderas, Carla Gugino, Danny Trejo, Steve Buscemi y Mike Judge, Ernesto entre otros.

## Sinopsis
Carmen y Juni han logrado el nivel 2 como agentes de la OSS, y están a punto de afrontar su primera misión en solitario, o al menos así lo creen ellos. Sin embargo, esta vez va a ser necesaria toda la familia —y más tarde algunos más— para salvar al mundo de una misteriosa isla volcánica que habita un científico loco y su imaginativo zoo poblado de increíbles criaturas; una isla donde no sirve ninguno de los artilugios que tienen, de modo que solamente podrán confiar en sus habilidades de superagentes y en la familia.

## Reparto
- Daryl Sabara como Juni Cortez.
- Alexa Vega como Carmen Cortez.
- Antonio Banderas como Gregorio Cortez.
- Carla Gugino como Ingrid Cortez.
- Steve Buscemi como Romero.
- Danny Trejo como Machete Cortez.
- Ricardo Montalban como Valentín.
- Holland Taylor como la abuela.
- Matthew O'Leary como Gary Giggles.
- Emily Osment como Gerti Giggles.
- Bill Paxton como Dinky Winks.
- Taylor Momsen como Alexandra.
- Christopher McDonald como el presidente de los Estados Unidos.
- Mike Judge como Donnagon Giggles.
- Cheech Marin como Felix Gumm.
- Alan Cumming como Fegan Floop.
- Tony Shalhoub como Alexander Minion.
- Ernesto como Mono Araña.